# Iglesia de San Miguel del Castillo
La Iglesia de San Miguel del Castillo (São Miguel do Castelo en portugués) también llamada Capilla de San Miguel del Castillo, es una pequeña iglesia tardo-románica situada en la freguesia de Oliveira do Castelo, Guimarães, junto al Castillo de Guimarães.
Dice la leyenda que aquí fue bautizado el primer rey de Portugal, Alfonso Henriques, lo que parece carecer de fundamento, dado que el templo data del siglo XIII; aun así, se guarda aquí la pila bautismal que sirvió para tal hecho.
En verdad, la Iglesia fue mandada construir por la Colegiata de Nuestra Señora del Olivo, habiendo sido consagrada por el primado de Braga, Silvestre Godinho, en 1239. Por su datación, el románico ya no es perfecto, y parece prenunciar en algunos aspectos el ascenso del gótico.

A lo largo de los años fue cayendo en ruinas, estado en que se encontraba a mediados del siglo XIX, cuando la Sociedad Martins Sarmento decidió restaurar la capilla, que vendría a ser declarada Monumento Nacional el 16 de junio de 1910, simultáneamente con los vecinos Castillo de Guimarães y Palacio de los Duques de Bragança, formando así un complejo de gran importancia no sólo histórica, sino también arquitectónica.

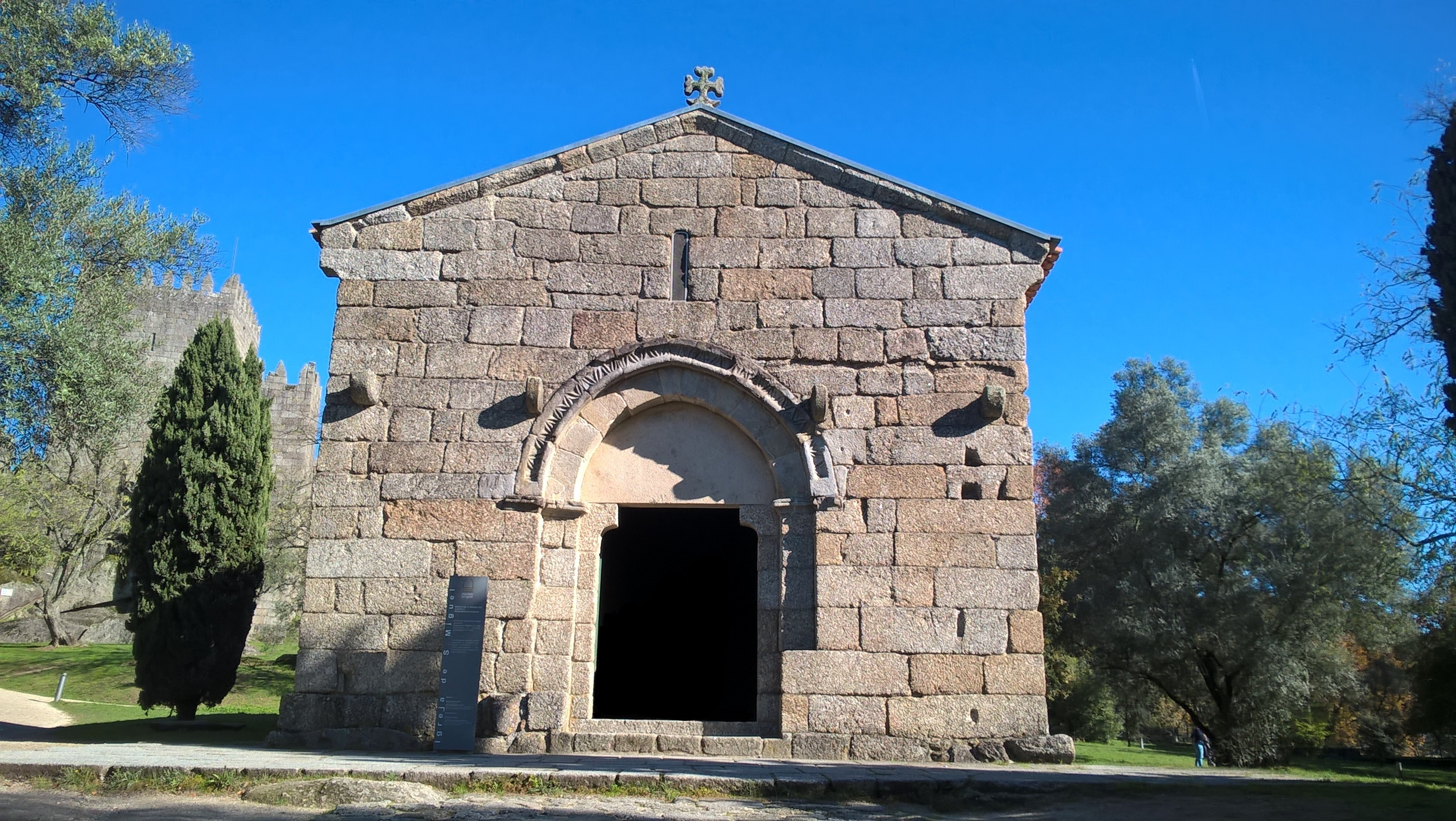
Iglesia de San Miguel del Castillo.

- Datos: Q3780680
- Multimedia: Igreja de São Miguel do Castelo / Q3780680